# Vsevolod Krestovskij
Vsevolod Vladimirovič Krestovskij (in russo Все́волод Влади́мирович Кресто́вский?; Governatorato di Kiev, 23 febbraio 1840 – Varsavia, 30 gennaio 1895) è stato uno scrittore russo.
Nel 1857 s'iscrisse all'Università statale di San Pietroburgo dove divenne amico di Dmitrij Ivanovič Pisarev. Le sue ultime opere prima di morire furono antisemite.